# آخوندک زمینی کوچک
آخوندک زمینی کوچک یا آخوندک زمینی چابک (نام علمی: Litaneutria minor)، بومی مناطق خشک‌تر آمریکای شمالی است. آخوندک زمینی کوچک در ایالات متحده در کلرادو، آریزونا تا مکزیک، و مناطق شرقی واشینگتن تا کالیفرنیا یافت می‌شود. آنها همچنین در کانادا در دره اوکاناگان جنوبی یافت می‌شوند و تنها آخوندک بومی کانادا هستند. آنها شکارچیان بسیار فعالی هستند و از آغاز بهار تا پایان تابستان روی زمین می‌دوند.